# Karmosin

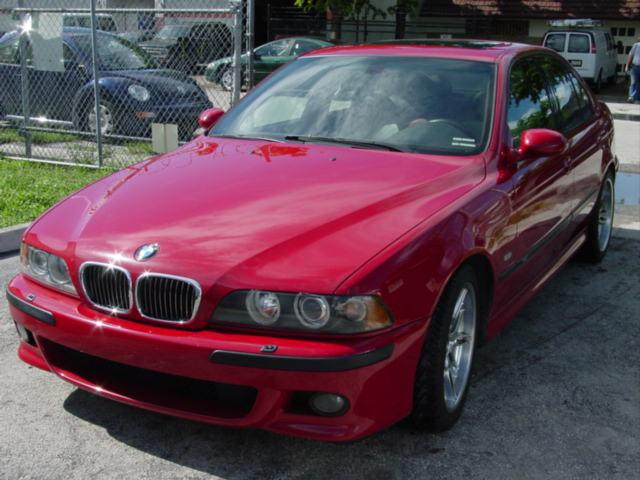
En karmosinröd BMW.

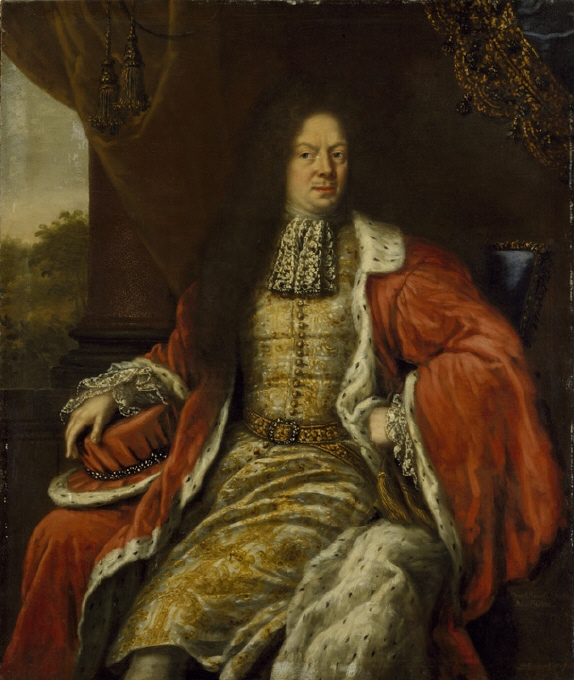
Nils Bielke (1695) iförd sin karmosinröda riksrådsmantel med kanter av hermelin, samt under högra handen riksrådshatten i samma material.

Karmosin (även karmosinrött, kermesrött, kermeskorn) kan beteckna både en färgnyans och ett rött färgämne som ursprungligen framställdes av kermeslus.

## Färgord
Förutom för färgämnet används "karmosin" också för djupröda kulörer alldeles oavsett hur de har framställts. Bland HTML-färgerna för bildskärmar (X11) finns en färg med det motsvarande engelska namnet crimson, dess koordinater visas i boxen till höger.

## Färgämne
Färgämnet karmosin framställdes ursprungligen av kermeslus (Coccus ilices, Kermes vermilio) som lever i medelhavsområdet på kermeseken. De dräktiga lushonorna lägges i ättika och torkas sedan till bruna, glänsande korn. I farmakopéerna kallas kermeskorn Grana kermes eller Grana alkermes. Numera kan karmosin även framställas syntetiskt.
Färgämnet har använts för textilfärgning och kosmetik sedan antiken och har också använts i färglacker för måleriet. Under 1400-talet användes det som ersättning för purpur. I Sverige har det använts sedan 1500-talet. Under 1600-talet minskade användningen till förmån för karmin, som istället framställs av den mexikanska koschenillsköldlusen.
Namnförväxlingar mellan karmosin/kermeskorn/kermeslus och karmin/koschenill/koschenillsköldlus har sedan det senare infördes till Europa varit mycket vanliga och begreppen används ofta som synonymer.
Karmosinfärgämnet är en så kallad antrakinon. I det internationella Colour Index har det beteckningarna C.I. Natural Red 3 (NR3) och C.I. 75460.
Namnet karmosinrött används också för azorubin, ett livsmedelsfärgämne som främst finns i godis. Färgen har E-nummer E122 och är ett azofärgämne.